# Keonjhar (huyện)
Huyện Keonjhar là một huyện thuộc bang Odisha, Ấn Độ. Thủ phủ huyện Keonjhar đóng ở Keonjhar. Huyện Keonjhar có diện tích 8336 ki lô mét vuông. Đến thời điểm năm 2001, huyện Keonjhar có dân số 1561521 người.